# The Highbinders
Pour plus de détails, voir Fiche technique et Distribution.
The Highbinders est un film américain réalisé par  Tod Browning, sorti en 1915.

## Synopsis
Maggie, la fille de Pat Gallagher, un tenancier de saloon brutal, se réfugie dans une boutique de Chinatown pour échapper à un mariage forcé avec une brute et un protégé de son père. Le marchand chinois Hop Woo, qui lui a donné asile, la persuade enfin de l'épouser, ce qui lui vaut une vie répugnante. Des années plus tard, le marchand Hop Woo vend sa fille Ah Woo comme esclave. Le frère d'Ah Woo, ayant entendu son père marchander avec un homme d'affaires, qui est membre de la puissante société Hip-y-tong, court chercher de l'aide auprès de Jack Donovan, qui tient une salle de jeu à la limite de Chinatown. Le frère tire et tue le marchand d'esclaves. Hop Woo est soupçonné du crime et visité par les Hip-y-tong pour l'expiation par le sang. Le frère et Donovan, qui aime la jeune fille sino-américaine, la sauvent d'un passage souterrain sous Chinatown, et Donovan abat les lieurs. Maggie, la mère, s'est suicidée. Donovan vend la salle de jeu et achète un ranch, où il emmène sa fiancée Ah Woo et son frère.

## Fiche technique
- Titre : The Highbinders
- Réalisation : Tod Browning
- Société de production : Majestic Motion Picture Company
- Pays de production :  États-Unis
- Langue : Anglais
- Format : Noir et blanc — 35 mm — 1,37:1 — Film muet
- Genre : Film dramatique, Film policier
- Date de sortie : 
  - États-Unis : 18 avril 1915

## Distribution
- Eugene Pallette : Hop Woo
- Seena Owen : Ah Woo
- Billie West : Maggie Gallagher
- Walter Long : Pat Gallagher
- Tom Wilson : Jack Donovan